# Eric Vance
Eric Robert Vance (Camarillo, 18 settembre 1986) è un ex pallavolista statunitense, di ruolo schiacciatore.

## Carriera

### Club
La carriera di Eric Vance inizia a livello scolastico, giocando nei tornei californiani per la squadra della Adolfo Camarillo HS. Terminate le scuole superiori, continua a giocare per la squadra della sua università, la CSU Northridge, prendendo parte alla NCAA Division I dal 2005 al 2009, saltando tuttavia la prima stagione e ricevendo alcuni riconoscimenti individuali.
Nella stagione 2009-10 inizia la carriera professionistica nella Liga de Voleibol Superior Masculino coi Mets de Guaynabo, raggiungendo le finali scudetto. Nell'ottobre del 2010 partecipa al campionato mondiale per club con la formazione del Paul Mitchell, mentre, qualche mese più tardi, nel gennaio 2011, firma per il finale di stagione con lo Chaumont, club impegnato nella Ligue B francese, dove gioca anche nelle due annate seguenti, vestendo però la maglia dell'Orange Nassau.
Nella stagione 2013-14 gioca nella Volley League greca col Lamia, ritirandosi al termine dell'annata.

### Nazionale
Nel 2009 debutta nella nazionale statunitense, conquistando la medaglia d'oro alla Coppa panamericana, mentre nel 2011 veste per l'ultima volta la maglia della sua nazionale, partecipando ai XVI Giochi panamericani.

## Palmarès

### Nazionale (competizioni minori)
- Coppa panamericana 2009

### Premi individuali
- 2008 - All-America First Team
- 2009 - All-America First Team
- 2010 - Liga de Voleibol Superior Masculino: Offensive Team